# 真分傳遞函數
真分傳遞函數（proper transfer function）為控制理论的術語，指的是其分子的多項式的次數不超過其分母的多項式的次數的傳遞函數。若分子的次數小於分母的次數，則稱為嚴格真分傳遞函數（strictly proper transfer function）。
分母次數（極點個數）和分子次數（零點個數）之間的差即為傳遞函數的相對次數。

## 例子
以下的傳遞函數
{\displaystyle {\textbf {G}}(s)={\frac {{\textbf {N}}(s)}{{\textbf {D}}(s)}}={\frac {s^{4}+n_{1}s^{3}+n_{2}s^{2}+n_{3}s+n_{4}}{s^{4}+d_{1}s^{3}+d_{2}s^{2}+d_{3}s+d_{4}}}}
是真分傳遞函數，因為
{\displaystyle \deg({\textbf {N}}(s))=4\leq \deg({\textbf {D}}(s))=4}.
是双真分（biproper）傳遞函數，因為
{\displaystyle \deg({\textbf {N}}(s))=4=\deg({\textbf {D}}(s))=4}.
但不是嚴格真分傳遞函數，因為
{\displaystyle \deg({\textbf {N}}(s))=4\nless \deg({\textbf {D}}(s))=4}.
以下的函數不是真分傳遞函數（也不是嚴格真分傳遞函數）
{\displaystyle {\textbf {G}}(s)={\frac {{\textbf {N}}(s)}{{\textbf {D}}(s)}}={\frac {s^{4}+n_{1}s^{3}+n_{2}s^{2}+n_{3}s+n_{4}}{d_{1}s^{3}+d_{2}s^{2}+d_{3}s+d_{4}}}}
因為
{\displaystyle \deg({\textbf {N}}(s))=4\nleq \deg({\textbf {D}}(s))=3}.
以下的函數是嚴格真分傳遞函數
{\displaystyle {\textbf {G}}(s)={\frac {{\textbf {N}}(s)}{{\textbf {D}}(s)}}={\frac {n_{1}s^{3}+n_{2}s^{2}+n_{3}s+n_{4}}{s^{4}+d_{1}s^{3}+d_{2}s^{2}+d_{3}s+d_{4}}}}
因為
{\displaystyle \deg({\textbf {N}}(s))=3<\deg({\textbf {D}}(s))=4}.

## 意涵
在頻率接近無限大時，真分傳遞函數不會無上界的成長：
{\displaystyle |{\textbf {G}}(\pm j\infty )|<\infty }
在頻率接近無限大時，嚴格真分傳遞函數會接近零（這對於所有實際的物理系統都成立）：
{\displaystyle {\textbf {G}}(\pm j\infty )=0}
嚴格真分傳遞函數實部的積分也會為零。